# Kola-Noren
De Noren van Kola (Noors: Kolanordmenn) waren Noorse kolonisten langs de kustlijn van het schiereiland Kola in Rusland.

## Geschiedenis
In 1860 gaf de tsaar Alexander II toestemming voor Noorse kolonies op Kola. Rond 1870 vertrokken tientallen families vanuit Finnmark in het noorden van Noorwegen, omdat ze aangetrokken werden door de vooruitzichten van de vis en de handel; De Russische autoriteiten gaven hen privileges om met Noorwegen te handelen.
Het merendeel van hen vestigde zich in Tsyp-Navolok (Russisch: Полуостров Рыбачий; Noors: Fiskerhalvøya - beide termen betekenen "Vissersschiereiland"). Anderen vestigden zich in Vajdaguba (Russisch: Вайдагуба) in het noordwestelijke puntje (Russisch: мыс Немецкий; Kaap Nemetski, bv. "Kaap Duits") van hetzelfde schiereiland. Er ontwikkelde zich een levendige gemeenschap die contacten hield met Noorwegen, in het bijzonder met de stad Vardø. Sommige kolonisten keerden kort na de Russische Revolutie van 1917 terug naar Noorwegen, maar het merendeel van hen bleef in Tsyp-Navolok. In 1917 zouden er ongeveer 1000 van hen geleefd hebben op Kola.
Op 23 juni 1940 beval Lavrenty Beria van het NKVD om het Oblast Moermansk te ontdoen van "vreemdelingen". Het resultaat was dat de volledige Noorse bevolking werd gedeporteerd naar de Karelo-Finse Socialistische Sovjetrepubliek. Al snel moesten daar ook weg vanwege de druk die veroorzaakt werd door de Finse invasie van de Sovjet-unie in 1941. In de lente van 1942 stierf een groot aantal van hen aan uithongering en ondervoeding.
Hoewel velen gediend hadden in het Rode Leger, kregen ze na het einde van de Tweede Wereldoorlog geen toestemming om terug te keren naar Kola. Veel kinderen groeiden op zonder dat ze Noors leerden spreken.

## Recente geschiedenis
Na 1992 begonnen enkele nakomelingen van de originele kolonisten de achtergrond van hun familie te benadrukken, hoewel slechts enkelen een basiskennis hadden van het Vardø-dialect van de Noorse taal. Sommigen zijn nu gemigreerd naar Noorwegen. Er staan speciale voorzieningen in de Noorse immigrantenwet die dit proces vergemakkelijken, alhoewel ze algemeen gezien wordt als minder toegankelijk dan landen die met een "recht op terugkeer" werken. Om een vergunning te krijgen om naar Noorwegen te verhuizen en om er te werken, moet de vreemdeling voldoende verbinding vertonen met het land, zoals twee of meer grootouders die er geboren zijn. Burgerschap wordt toegekend op dezelfde basis als elk ander. Op deze basis wordt bepaald of het burgerschap afgewezen of goedgekeurd mag worden. Tegen 2004 hadden naar schatting 200 Kola-Noren zich in Noorwegen gevestigd.
In 2007 verloor het kleine dorp Port-Vladimir, het laatste bolwerk van de Kola-Noren, zijn officiële erkenning vanwege ontvolking. Bij de Russische volkstelling van 2010 identificeerden slechts 98 personen zich als Noren, waaronder 20 in Sint-Petersburg, 11 in Moermansk en 4 in Russisch-Karelië.